# 小罗克
小若泽·维克多·罗克（葡萄牙語：José Vítor Roque Júnior，1976年8月31日—）是一名前巴西足球運動員，司職後衛。掛靴後，歷任巴西派拉斯卡巴XV及伊圖諾領隊。
洛基曾效力意大利大球會AC米蘭和外借到英格蘭的列斯聯，由於巴西後衛一向都欠缺防守能力，而洛基的表現又未如理想，自2004年起便轉投德國的利華古遜。由于受到伤病困扰，他只為利華古遜出场 35 次，於2007年夏季約滿離開。於2007年10月以自由身加盟防線兵源告急的杜伊斯堡，簽約到季尾。
洛基曾入選巴西國家隊出戰2002年韓日世界盃，為該屆冠軍隊成員。